# VTT cross-country masculin aux Jeux olympiques d'été de 2020
Navigation
Rio 2016 Paris 2024
Le VTT cross-country masculin, épreuve des Jeux olympiques d'été de 2020, a lieu le 26 juillet 2021. 

## Présentation

### Parcours
La compétition se déroule sous la forme d'un départ groupé. Le circuit VTT est tracé sur 4 km environ, avec des montées courtes et raides, des descentes abruptes et des sections rocheuses et il est considéré comme le tracé le plus difficile jamais emprunté pour une épreuve olympique. Le trajet à parcourir est composé d'une boucle de départ de 1,3 km et 7 tours du circuit de 3,85 km. Les coureurs avec des temps 80% plus lents que le premier tour du leader sont éliminés,.

### Qualification
Un Comité National Olympique (CNO) peut qualifier un maximum de 3 cyclistes pour cette épreuve. Tous les quotas sont attribués au CNO, qui peut sélectionner les cyclistes qu'il souhaite. 
La qualification se fait principalement par le biais du classement des nations UCI, avec 30 des 38 places disponibles via cette voie. Les 2 meilleurs CNO ont obtenu 3 places de qualification. Les CNO classés de la 3e à la 7e places ont obtenu 2 places. Les CNO classés de la 8e à la 21e ont obtenu 1 quota. 
La deuxième voie vers la qualification était des tournois continentaux pour l'Afrique, les Amériques et l'Asie ; le meilleur CNO de chaque tournoi (qui n'avait pas encore obtenu de place de quota) reçoit une place. La troisième voie est les championnats du monde de VTT 2019. Les 2 meilleurs CNO (n'ayant pas encore de quota) dans la catégorie élite ont obtenu une place ; les 2 meilleurs CNO de la catégorie moins de 23 ans (sans quota, y compris via la catégorie élite) ont également obtenu une place. Le pays hôte s'est vu réserver une place.
La qualification étant terminée le 1er mars 2020, elle n'a pas été affectée par la pandémie de COVID-19.

### Favoris
À 35 ans, le tenant du titre, le Suisse Nino Schurter est présent, mais il n'est pas considéré comme le grand favori. Ce statut revient à trois coureurs, à savoir son compatriote Mathias Flückiger, le Néerlandais Mathieu van der Poel et le Britannique Tom Pidcock.
Les autres coureurs cités sont les Français Jordan Sarrou et Victor Koretzky, le Tchèque Ondřej Cink, l'italien Luca Braidot, le Brésilien Henrique Avancini, le Sud-Africain Alan Hatherly, le Néo-Zélandais Anton Cooper, ainsi que le Néerlandais Milan Vader.

### Liste de départ complète
1re ligne

01 Nino Schurter  Suisse

02 Mathias Flückiger  Suisse

03 Henrique Avancini  Brésil

04 Jordan Sarrou  France

05 Ondřej Cink  Tchéquie

06 Gerhard Kerschbaumer  Italie

07 Victor Koretzky  France

08 Milan Vader  Pays-Bas

2e ligne

09 Mathieu van der Poel  Pays-Bas

10 Alan Hatherly  Afrique du Sud

11 Vlad Dascalu  Roumanie

12 Luca Braidot  Italie

13 Anton Cooper  Nouvelle-Zélande

14 David Valero  Espagne

15 Maximilian Brandl  Allemagne

16 Nadir Colledani  Italie

3e ligne

17 Filippo Colombo  Suisse

18 Sebastian Fini  Danemark

19 Bartłomiej Wawak  Pologne

20 Christopher Blevins  États-Unis

21 Anton Sintsov  ROC

22 Manuel Fumic  Allemagne

23 Gerardo Ulloa  Mexique

24 Jens Schuermans  Belgique

4e ligne

25 Jofre Cullell  Espagne

26 Daniel McConnell  Australie

27 Peter Disera  Canada

28 Erik Hægstad  Norvège

29 Tom Pidcock  Grande-Bretagne

30 Martín Vidaurre  Chili

31 Max Foidl  Autriche

32 Kohei Yamamoto  Japon

5e ligne

33 Luiz Henrique Cocuzzi  Brésil

34 Periklís Ilías  Grèce

35 András Parti  Hongrie

36 Shlomi Haimy  Israël

37 Alex Miller  Namibie

38 Peng Zhang  Chine

## Résultats
| Rang                                | #  | Cycliste                  | Pays             | Temps           | Diff.         |
| ----------------------------------- | -- | ------------------------- | ---------------- | --------------- | ------------- |
| Médaille d'or, Jeux olympiques      | 29 | Tom Pidcock               | Grande-Bretagne  | 1 h 25 min 14 s |               |
| Médaille d'argent, Jeux olympiques  | 2  | Mathias Flückiger         | Suisse           | 1 h 25 min 34 s | + 20 s        |
| Médaille de bronze, Jeux olympiques | 14 | David Valero              | Espagne          | 1 h 25 min 48 s | + 34 s        |
| 4                                   | 1  | Nino Schurter             | Suisse           | 1 h 25 min 56 s | + 42 s        |
| 5                                   | 7  | Victor Koretzky           | France           | 1 h 26 min 0 s  | + 46 s        |
| 6                                   | 13 | Anton Cooper              | Nouvelle-Zélande | 1 h 26 min 0 s  | + 46 s        |
| 7                                   | 11 | Vlad Dascălu              | Roumanie         | 1 h 26 min 3 s  | + 49 s        |
| 8                                   | 10 | Alan Hatherly             | Afrique du Sud   | 1 h 26 min 33 s | + 1 min 19 s  |
| 9                                   | 4  | Jordan Sarrou             | France           | 1 h 26 min 50 s | + 1 min 36 s  |
| 10                                  | 8  | Milan Vader               | Pays-Bas         | 1 h 27 min 21 s | + 2 min 7 s   |
| 11                                  | 21 | Anton Sintsov             | ROC              | 1 h 27 min 41 s | + 2 min 27 s  |
| 12                                  | 17 | Filippo Colombo           | Suisse           | 1 h 28 min 4 s  | + 2 min 50 s  |
| 13                                  | 3  | Henrique Avancini         | Brésil           | 1 h 28 min 9 s  | + 2 min 55 s  |
| 14                                  | 20 | Christopher Blevins       | États-Unis       | 1 h 28 min 13 s | + 2 min 59 s  |
| 15                                  | 25 | Jofre Cullell             | Espagne          | 1 h 28 min 16 s | + 3 min 2 s   |
| 16                                  | 30 | Martín Vidaurre           | Chili            | 1 h 28 min 33 s | + 3 min 19 s  |
| 17                                  | 31 | Max Foidl                 | Autriche         | 1 h 28 min 45 s | + 3 min 31 s  |
| 18                                  | 24 | Jens Schuermans           | Belgique         | 1 h 29 min 7 s  | + 3 min 53 s  |
| 19                                  | 19 | Bartłomiej Wawak          | Pologne          | 1 h 29 min 10 s | + 3 min 56 s  |
| 20                                  | 6  | Gerhard Kerschbaumer      | Italie           | 1 h 29 min 48 s | + 4 min 34 s  |
| 21                                  | 15 | Maximilian Brandl         | Allemagne        | 1 h 29 min 49 s | + 4 min 35 s  |
| 22                                  | 18 | Sebastian Fini Carstensen | Danemark         | 1 h 30 min 28 s | + 5 min 14 s  |
| 23                                  | 23 | Gerardo Ulloa             | Mexique          | 1 h 30 min 57 s | + 5 min 43 s  |
| 24                                  | 28 | Erik Hægstad              | Norvège          | 1 h 31 min 14 s | + 6 min 0 s   |
| 25                                  | 12 | Luca Braidot              | Italie           | 1 h 31 min 30 s | + 6 min 16 s  |
| 26                                  | 27 | Peter Disera              | Canada           | 1 h 31 min 45 s | + 6 min 31 s  |
| 27                                  | 33 | Luiz Cocuzzi              | Brésil           | 1 h 32 min 21 s | + 7 min 7 s   |
| 28                                  | 22 | Manuel Fumic              | Allemagne        | 1 h 32 min 28 s | + 7 min 14 s  |
| 29                                  | 32 | Kohei Yamamoto            | Japon            | 1 h 32 min 35 s | + 7 min 21 s  |
| 30                                  | 26 | Daniel McConnell          | Australie        | 1 h 33 min 12 s | + 7 min 58 s  |
| 31                                  | 37 | Alex Miller               | Namibie          | 1 h 34 min 26 s | + 9 min 12 s  |
| 32                                  | 35 | András Parti              | Hongrie          | 1 h 35 min 33 s | + 10 min 19 s |
| 33                                  | 36 | Shlomi Haimy              | Israël           | 1 h 36 min 58 s | + 11 min 44 s |
| 34                                  | 16 | Nadir Colledani           | Italie           |                 | à 1 tour      |
| 35                                  | 34 | Periklis Ilias            | Grèce            |                 | à 3 tours     |
| 36                                  | 38 | Zhang Peng                | Chine            |                 | à 3 tours     |
|                                     | 5  | Ondřej Cink               | Tchéquie         | abandon         |               |
|                                     | 9  | Mathieu van der Poel      | Pays-Bas         | abandon         |               |